# 내일동
내일동(內一洞)은 대한민국 경상남도 밀양시의 동이다. 밀양시의 중심부에 위치하여 상설시장, 재래시장, 금융기관 등이 밀집되어 지역경제활동의 축을 이루고 있다.

## 개요
영남루(보물 147호), 천진궁, 아랑각, 무봉사 석조여래좌상, 월연정, 금시당 등 문화유적지와 아동산, 아북산의 시민휴식 공간이 있으며, 특히 상설시장은 겨울에는 따뜻한 난방과 여름에는 시원한 냉방시설이 갖추어진 시장이며, 재래시장은 돔이 설치되어 우천시 비를 피하여 쇼핑을 할 수 있으며 5일장은 밀양의 정서를 듬뿍 느낄 수 있는 재래시장이다.

## 연혁
지금부터 516년 전 1479년 조선 성종 10년에 밀양읍성을 쌓고 임진왜란 2년 전인 1479년 선조 23년에는 이를 개축하여 왜구의 침입에 대비한 성지가 자리잡은 곳이며, 1910년 한일강제병합으로 성벽과 4개문이 없어졌으나 유일하게 남아 있는 동헌 자리에는 관아가 복원 되었으며, 내일동이라는 명칭은 부내면에서 첫째가는 동이라는 뜻과 가장 중심 지역이라는 뜻으로 붙여진 명칭이다.
- 1895년 조선 고종 32년 : 밀양군 부내면 중심지
- 1910년 10월 1일 : 밀양군 밀양면 西部,東部,路上,路下,校理의 일부가 합병된 지역
- 1914년 : 밀양군 밀양면 내일동
- 1931년 4월 1일 : 밀양군 밀양읍 본정
- 1947년 6월 25일 : 밀양군 밀양읍 내일리
- 1989년 1월 1일 : 밀양시 내일동 (시 승격으로 동사무소 개청)
- 1998년 9월 21일 : 내일동과 용활동(용평동, 활성동) 통합 - 내일동

## 법정동
- 내일동
- 용평동
- 활성동

## 교육
- 밀양여자고등학교

## 관광
- 영남루
- 천진궁
- 밀양읍성
- 아랑각

## 아랑전설

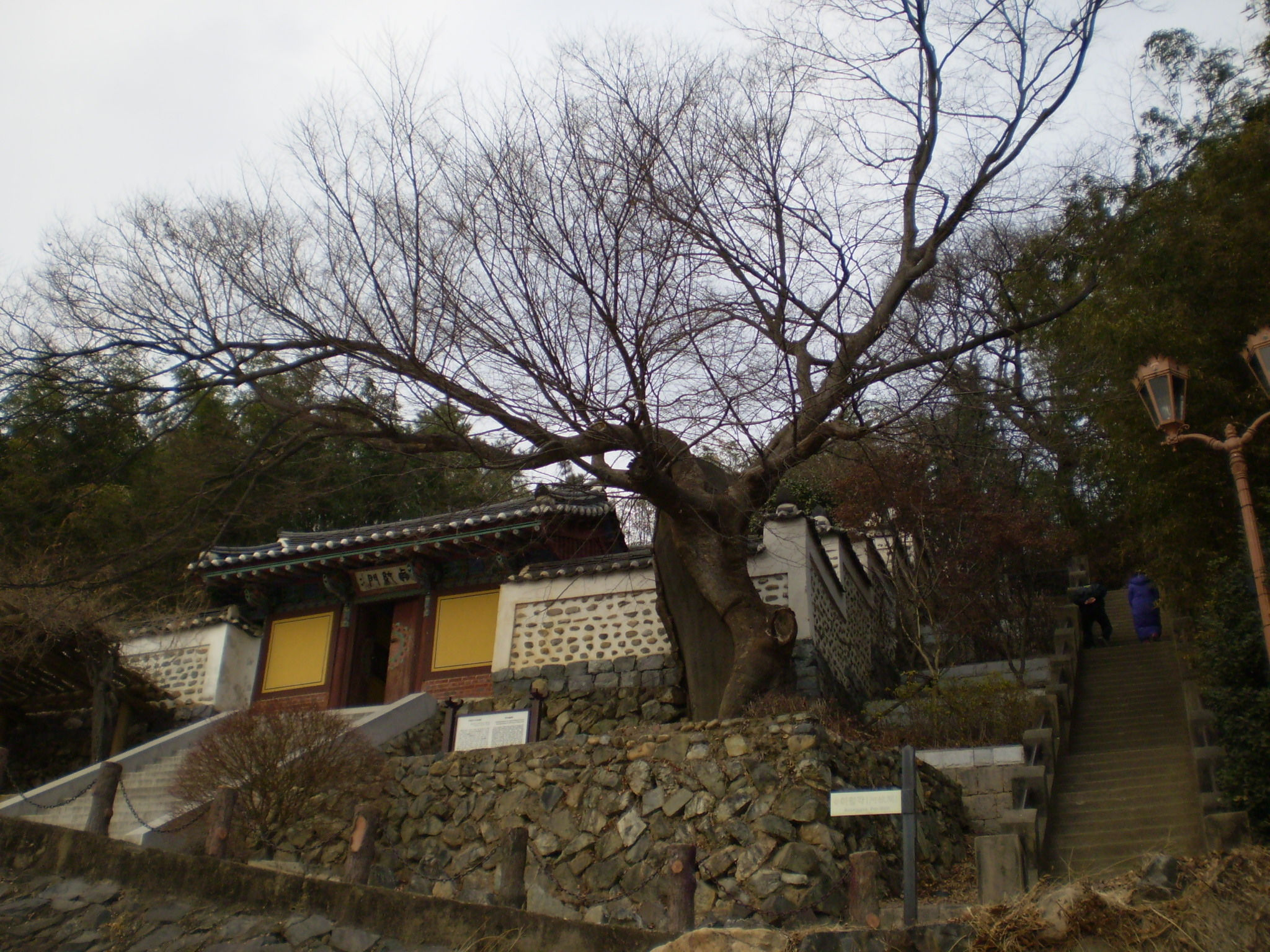
아랑각 정면

아랑전설에 나오는 아랑의 이름은 윤동옥(尹東玉)이었으며, 그녀는 부친이 영남 밀양태수로 부임하였을 때에 수행하여 밀양에 갔다. 그 고을 통인(通引- 관리명)과 유모의 음모에 빠진 아랑은 어느 날 밤 영남루의 밤 경치를 보러 갔다가 통인 백가(白哥)에게 욕을 당하였다. 아랑이 달 구경을 하며 영남루 위에 있을 때, 음모대로 유모는 사라지고 몰래 기둥 뒤에 숨어있던 백가가 뛰어 나와서 아랑에게 연모의 정을 말하였다. 그러나 아랑은 갑작스런 그의 마음을 거절하였고, 결국 백가는 아랑을 죽여 강가 대숲 속에 던져 버렸다. 다음 날 태수는 사라진 딸을 찾기위해 여러 조사를 하였으나 아랑을 찾지 못하고 마침내는 자기 딸이 야간도주(야반도주)한 것이라 믿었다. 그리고 양반 가문에서 그런 불상사가 일어난 이상 근신하지 않을 수 없다고 하여 벼슬을 하직하고 한양 본가로 갔다. 그 뒤로 신관 사또가 부임할 때마다 밤에 처녀귀신이 나타나 신관은 비명횡사하고 만다. 이 때문에 밀양 태수를 자처하는 사람이 없어 지원자를 구하게 되었는데, 이 상사(上舍- 지난날, 생원이나 진사를 가리키던 말)라는 사람이 지원하게 된다. 그는 부임한 첫날 밤에 촛불을 켜고 독서를 하고 있었는데 별안간 머리를 풀어 헤치고 목에 칼을 꽂은 여귀가 나타났다. 두려움 없이 앉아있는 그에게 여귀는 자신의 원한을 풀어 달라고 애원하였고, 날이 밝자 그는 통인 백가를 잡아 족쳐 자백을 받아내고 여귀가 된 아랑의 원혼을 달래 주었다. 그 이후로 사또의 객사에는 원혼이 나타나지 않게 되었다.